# 穂波はる
穂波 はる（ほなみ はる、1995年3月9日 - ）は、日本のタレント、グラビアアイドル。滋賀県出身。アライブエンタテインメント所属。

## 人物
- 呼び方 - はるちゃん、るんるん、ほなるん
- 身長163cm、サイズ　B90/W64/H89　足24.5cm、血液型　B型
- 趣味 - 岩盤浴・温泉に行くこと・読書・心理学やメンタリズムの勉強・将棋・お寺に行くこと・スイーツ巡り
- 資格 - 温泉ソムリエ・普通自動車免許

## 略歴
整体師をしていたが、祖父が地元のテレビ局のびわ湖放送に幼い時の写真を投稿し、採用され喜ばれていた。
またテレビで見たいと言われていたのでお祖父さん孝行を思い、グラビアアイドルに転身。
2020年8月28日に初DVD『癒されて』（エスデジタル）を発売した。

## 出演等

### テレビ
- フジテレビ「芸能人が本気で考えた!ドッキリGP](2020年）

### ウェブドラマ
- 全裸監督2（2021年6月24日 全話配信、Netflix）

### ラジオ
- 市川うららFM「ステラ☆HAPPYLIVE! - アシスタント

### モデル
- 映画「メン・イン・ブラック:インターナショナル」（2019年） - コラボラッピングタクシー広告撮影モデル
- サンケイスポーツ競馬場紙面広告 - モデル
- 「KAWAGOE REMIX川越～食と音と灯りの融合～」 - 浴衣モデル
- スーパードーム桃山店 - イメージガール

### DVD
- 1stDVD「癒されて」(2020年8月28日発売、エスデジタル）

### その他
- 「武蔵野市議会議員下田ひろき」（2期目） - ウグイス嬢